# Rodolfo Valente
Rodolfo Arrabale Valente est un acteur brésilien né le 8 mars 1993 à São Paulo.

## Filmographie

### Télévision
- 2001 : Ilha Rá-Tim-Bum : Tavinho
- 2004 : Seus Olhos : Gilson
- 2005 : Essas mulheres : Mateus
- 2006 : Sítio do Pica-Pau Amarelo : Pedrinho
- 2007 : Eterna Magia : Miguel
- 2009 : Revelação : Pedro Souza
- 2012-13 : Malhação: Intensa como a Vida : Rafael (Rafa)
- 2016-18 : Carinha de Anjo : Ricardo
- 2016-présent : 3% : Rafael/Tiago (20 épisodes)

### Cinéma
- 2000 : A Floresta Feliz
- 2011 : Carro de Paulista[2]
- 2012 : Chapô : Chapô
- 2013 : Amparo